# Ральф Вілсон Стедіум
Ральф Вілсон Стедіум (англ. New Era Field) — футбольний стадіон у США, розташований у місті Оркард Парк, штат Нью-Йорк. Стадіон збудовано 1973 року. Він приймає домашні матчі команди «Баффало Біллс», яка виступає в Національній футбольній лізі. Одразу після побудови, споруда отримала назву «Річ Стедіум» (англ. Rich Stadium), але у 1998 році була перейменована на честь засновника і власника команди Ральфа Вілсона.